# Erazgavors
Erazgavors (en arménien Երազգավորս) est une communauté rurale du marz de Shirak en Arménie. En 2008, elle compte 1 640 habitants.